# Мал Ваасма
Мал Ваасма (на естонски: Mall Vaasma) е естонски миколог.

## Биография
Родена е на 22 февруари 1945 г. През 1974 г. завършва ботаника в Университета в Тарту. През 1973 година започва работа като старши лабораторен асистент в катедрата по микология към Естонския институт по зоология и ботаника, а от 2008 г. започва работа в Музея по естествена история към Университета в Тарту. Умира на 4 декември 2009 г. в Тарту след като е ударена от кола, докато пресича улицата. Автор и съавтор на редица книги за гъбите.